# Кувшинне
Кувшинне (рос. Кувшинное) — село в Курському районі Курської області Російської Федерації.
Населення становить 26 осіб. Входить до складу муніципального утворення Бесідинська сільрада.

## Історія
Населений пункт розташований на території українського етнічного та культурного краю Східна Слобожанщина.
Від 2004 року входить до складу муніципального утворення Бесідинська сільрада.

## Населення
| 2002 | 2010 |
| ---- | ---- |
| 38   | ↘26  |